# Iogurte

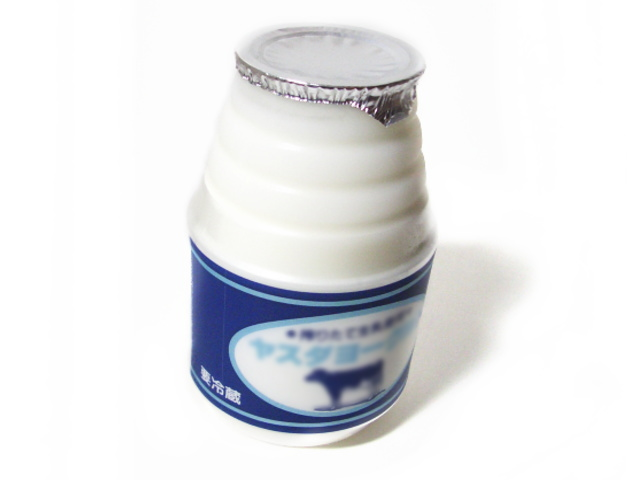
Embalagem de iogurte

O iogurte (do turco yoğurt, pronúncia /jɔ.ˈurt/, do adjetivo yoğun, "denso" ou "tornar denso") é uma forma de leite em que o açúcar (a lactose) foi transformado em ácido láctico, por fermentação bacteriana. Pode ser sólido ou um liquido.
O iogurte é um alimento que tem origem nos Balcãs e, tal como outros produtos derivados do leite fermentado, como o leben árabe, o koumis russo, o jugurt turco ou o kefir caucasiano, remontam há milhares de anos. A sua comercialização, no entanto, teve início a partir da constatação feita pelo médico russo Ilya Ilyich Mechnikov, premiado com o Nobel da Fisiologia ou Medicina em 1908.

## Características do iogurte
- Os iogurtes apresentam-se com consistência pastosa;[2]
- Seu gosto é acido quando natural podendo ser adocicado quando adicionado de açúcar;[2]
- Apresentam ácido lático na proporção de 0,5 a 1,5%;[2]
- Seu teor de álcool deve ser menor que 0,25%;[2]
- Presença de cultura lática composta por Lactobacillus delbrueckii subsp. bulgaricus e Streptococcus thermophilus que devem ser viáveis e abundantes durante toda vida de prateleira;[2]
- Ausência de patógenos, impurezas, coliformes e outros componentes estranhos.[2]

## Classificação
Quanto ao processo de fabricação
- Iogurte tradicional - onde a fermentação ocorre dentro das embalagens;
- Iogurte batido - a fermentação ocorre em dornas e posteriormente o iogurte é embalado;

Quanto aos ingredientes
- Iogurte natural - feito apenas de leite e microorganismos fermentadores.
- Iogurte com frutas - com polpas e pedaços de frutas.
- Iogurte com aromas - presença de aromatizantes.

Quanto ao teor de gordura
- Iogurte integral - não há nenhuma alteração na quantidade de gordura original do leite
- Iogurte semi-desnatado - mais raro, há uma retirada significativa na quantidade de nata
- Iogurte desnatado - o leite contém até 0,5% de gordura pode ser classificado como sendo desnatado, antes de ser inoculado

## Consumo
No Brasil, o tipo de iogurte mais consumido é o do tipo batido com polpa de morango. Apesar do aumento constante de seu consumo, ainda esta relação é discreta em relações a outros países mais desenvolvidos. Geralmente, são consumidos pelas suas características de sabor e não pelo potencial efeito benéfico nutricional ou terapêutico.